# Italiaanse mus

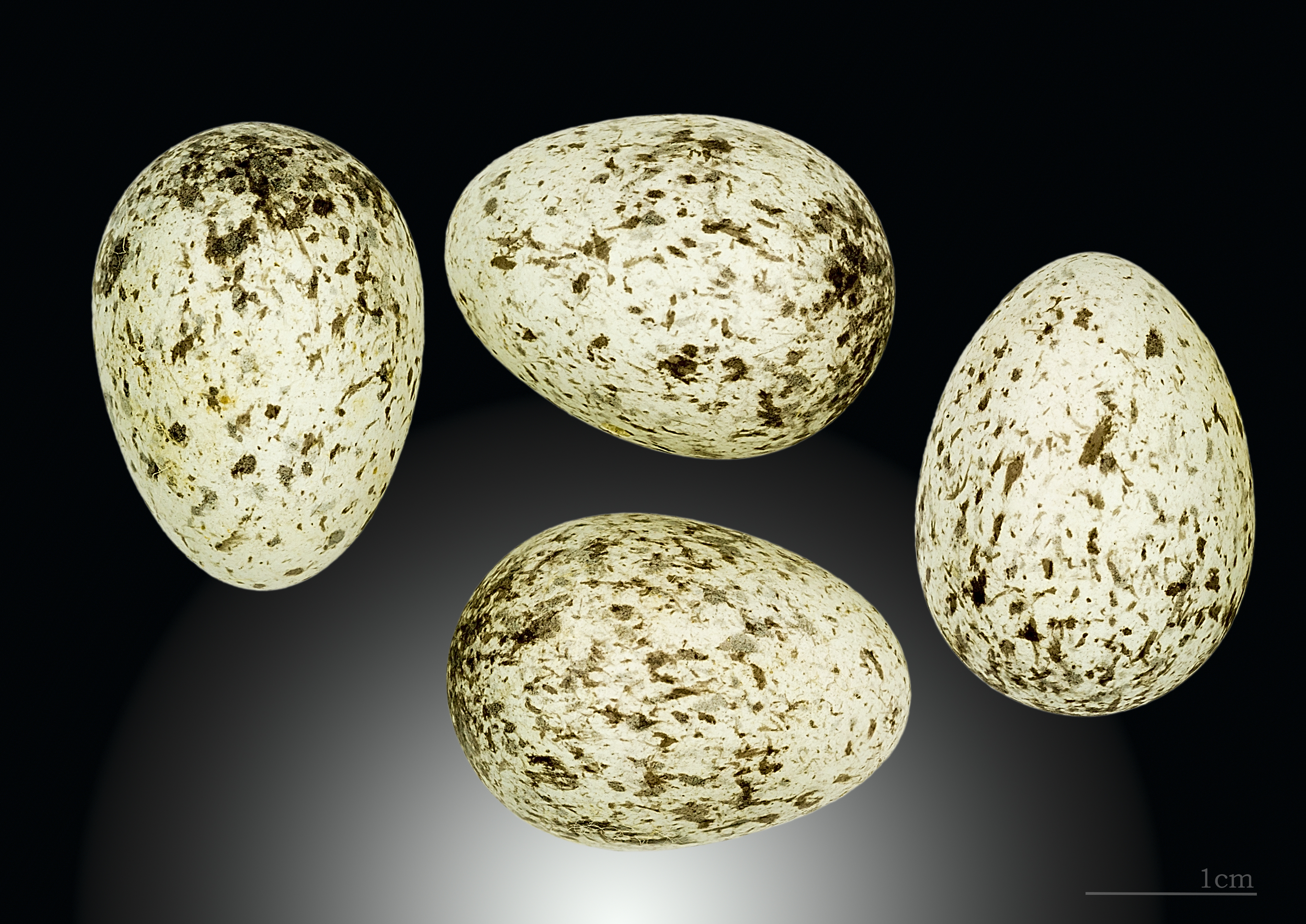
Passer italiae

De Italiaanse mus of Italiaanse huismus (Passer italiae) is een mus die waarschijnlijk is ontstaan als hybride tussen de huismus (P. domesticus) en de Spaanse mus (P. hispaniolensis).

## Kenmerken
Het mannetjes heeft een kastanjebruine kruin en een zwarte bef. In tegenstelling tot bij de ringmus, waarvan het mannetje veel weg heeft, is er geen wangvlek aanwezig. Het vrouwtje ziet eruit zoals het vrouwtje van de huismus.

## Leefwijze
Het voedsel bestaat uit rijst, graan, wormen en insecten.

## Verspreiding en leefgebied
De soort komt voor in de Apennijnen, op Corsica, Kreta en op Sicilië in rijstvelden, laagvlakten, rivierdalen en op hooggelegen alpenweiden. In zeldzame gevallen worden ze ook in bewoonde gebieden elders aangetroffen. Ze hebben qua habitat meer gemeen met de huismus dan met de Spaanse mus. Ze zijn vaak in bewoonde gebieden te vinden, zoals in steden en dorpen, terwijl de Spaanse mus deze gebieden juist meestal mijdt.